# Санкт-Эгид-ам-Нойвальде
Санкт-Эгид-ам-Нойвальде (нем. St. Aegyd am Neuwalde) — ярмарочная коммуна (нем. Marktgemeinde) в Австрии, в федеральной земле Нижняя Австрия. 
Входит в состав округа Лилинфельд.  Население составляет 2211 человек (на 31 декабря 2005 года). Занимает площадь 184,99 км². Официальный код  —  31411.

## Политическая ситуация
Бургомистр коммуны — Херберт Миттербёк (СДПА) по результатам выборов 2005 года.
Совет представителей коммуны (нем. Gemeinderat) состоит из 21 места.
- СДПА занимает 12 мест.
- АНП занимает 9 мест.